# OT Bremen
Der TSV Osterholz-Tenever Bremen (kurz OT Bremen) ist ein Sportverein aus dem Bremer Stadtteil Osterholz. Die erste Fußballmannschaft spielte in der Saison 1991/92 in der Oberliga Nord.

## Geschichte
Der Verein wurde 1909 als Freie Turnerschaft Osterholz-Tenever gegründet und Georg Schumacher war Gründungsvorsitzender. Geturnt wurde damals im Saal der Schankwirtschaft von Mitgründer Fritz Bierstedt an der Osterholzer Heerstraße. Ab 1920 wurde der Rasensport (Schlagball) gespielt. 1923 gründete sich der Spielmannszug, den später Luer Kämena prägte, 1925 die Handballabteilung und 1926 die Fußballabteilung. Die Freie Turnerschaft Ellen schloss sich um 1926 dem Verein an. Als Arbeitersportverein wurde der Verein 1933 verboten. Als Nachfolger wurde am 14. Juni 1933 der TSV Osterholz-Tenever gegründet, dem sich auch der verbotene TV Frei-Heil Ellen anschloss. 1937 wurde die „Baracke“ eingeweiht. Nach dem Zweiten Weltkrieg wurde am 4. November 1945 die SG Osterholz-Tenever gegründet, die schon ein Jahr später den Namen TSV Osterholz-Tenever wieder annahm. Der Verein wird kurz OT Bremen genannt.
Gegründet wurden die Abteilungen für Tischtennis (1950). Prellball (1956), Judo (1965), Volleyball (1972), Schwimmen (1975), Basketball (1984), Taekwondo (1996), Schach (2004) Cheerleader und Football (2017). Bis 1952 entstand die Sporthalle Osterholzer Straße, 1985 die Mehrzweckhalle in Schevemoor mit Gaststätte und 2013 die Mehrgenerationenhalle.

### Fußball
1926 wurde eine Fußballabteilung gegründet. In den 1950er und 1960er Jahren pendelte der OT Bremen zwischen der Verbandsliga und der Bezirksliga. Zweimal folgte nach dem Verbandsligaaufstieg der direkte Wiederabstieg, während zwei weitere Male der Abstieg erst in der zweiten Saison erfolgte. Erst 1972 gelang nach zwei Aufstiegen in Folge der erstmalige Sprung ins Bremer Oberhaus. Zuvor setzte sich OT im Entscheidungsspiel gegen den TSV Lesum mit 4:3 durch. Im gleichen Jahr erreichte die Mannschaft das Endspiel um den Bremer Pokal, welches jedoch mit 1:4 gegen den Hasteder TSV verloren ging.
1975 wurde OT Meister der Landesliga und verpasste als Zweiter der Aufstiegsrunde zur Oberliga Nord hinter dem SV Eintracht Nordhorn den Aufstieg ins norddeutsche Oberhaus. Gleichzeitig qualifizierte sich die Mannschaft erstmals für den DFB-Pokal und unterlag im Erstrundenspiel beim 1. FSV Mainz 05 mit 2:7. Bis 1981 hielt sich OT im Bremer Oberhaus und machte bis zum Wiederaufstieg 1985 vor allem durch seinen Nachwuchs von sich reden. Dreimal erreichte der Verein die Endrunde um die deutsche Fußballmeisterschaft der B-Junioren. 1981 erreichte der OT-Nachwuchs das Viertelfinale und scheiterte am späteren Sieger Borussia Mönchengladbach.
Nach der Bremer Vizemeisterschaft 1988 gelang zwei Jahre später die zweite Bremer Meisterschaft. In der Aufstiegsrunde belegten die Osterholzer den letzten Rang. 1991 gelang schließlich der Aufstieg in die Oberliga Nord. Eine erfolgreiche Hinrunde brachte die Mannschaft auf Platz neun. Nachdem Manager Grollmann nach einem Streit mit Trainer Böhm zurückgetreten war, rutschte OT immer weiter in den Tabellenkeller. Am Saisonende fehlten lediglich drei Tore gegenüber dem punktgleichen Altona 93 zum Klassenerhalt. 1992 qualifizierte sich die Mannschaft erneut für den DFB-Pokal und unterlag in der ersten Runde dem 1. FC Nürnberg mit 1:7. 1994 verzichtete der Verein trotz sportlicher Qualifikation auf eine Teilnahme an der Oberliga Niedersachsen/Bremen.
Zwei Abstiege in Folge brachten den Verein 1996 in die Bezirksliga, ehe die Mannschaft nach zwei Aufstiegen in Folge 1999 ins Bremer Oberhaus zurückkehrte. Seit dem Abstieg von 2010 spielt die erste Mannschaft von OT in der Landesliga Bremen.

## Mitglieder und Sportangebote
Der OT Bremen hat aktuell rund 2100  Mitglieder (um 2010). Er widmet sich dem Breitensport. Er hat folgende Sportangebote:
American Football, Badminton, Basketball, Boxen, Cheerleading, Fußball, Handball, Judo, Leichtathletik, Prellball, Schach, Schwimmen, Tanzen, Taekwondo, Tischtennis, Turnen und Volleyball

## Sportstätten
- Bezirkssportanlage Schevemoor. Walliser Straße 117–121
  - Plätze und Halle von 1985
  - Halle von 2013, Andernacher Straße
- Sporthalle Grundschule Düsseldorfer Straße
- Sporthalle Albert-Einstein-Schule, Kolk 2
- Sporthalle Osterholzer Heerstraße 160 von 1952
- Hallenbad Tenever OTeBAD, Koblenzer Straße 3

## Persönlichkeiten
- Michael Böhnke, spielte für Werder Bremen in der Fußball-Bundesliga
- Natalie Hagel, wurde Handball-Nationalspielerin.
- Heinz Hinners (1912–1990), Vorsitzender von 1945 bis 1950 und von 1965 bis 1978; er betrieb die Gründung nach 1945 und war Ortsamtsleiter von 1948 bis 1975
- Birte Tesch, wurde Handball-Nationalspielerin